# Perizoma grandis
Perizoma grandis är en fjärilsart som beskrevs av George Duryea Hulst 1896. Perizoma grandis ingår i släktet Perizoma och familjen mätare. Inga underarter finns listade i Catalogue of Life.